# Britz Nagytelep
A Britz Nagytelep (németül Großsiedlung Britz), becenevén Patkó-telep (Hufeisensiedlung) egy 1925 és 1933 között épült modern stílusú lakótelep Berlinben, Neukölln kerület Britz városrészben. A lakótelep Bruno Taut és Martin Wagner tervei alapján készült a szociális lakásépítés első beruházásaként.

## Társadalmi háttér
Az első világháború után a vidéki munkanélküliség miatt erőteljesen megnövekedett a Berlinbe települők száma. Nagyon sok lakás volt túlzsúfolt, bár például egy egyszoba-konyhás lakás csupán öt fő ottlakótól számított túlzsúfoltnak. Az 1920-as évek elejétől több, mint 100.000 lakás építése vált szükségessé, és ezt az igényt az addigra gyakorlatilag teljesen magánkézbe került építési vállalkozások nem tudták kielégíteni.
Ezért 1921 és 1928 között számos építési társaság alakult, amelyek nem piaci alapon, hanem szociális reformmegoldásokkal próbálták az egyre égetőbb lakásigényeket kielégíteni. Kényelmesebb és jobb minőségű lakóterek építésére volt igény, jó közlekedési lehetőségekkel. Ez csak nagy területen létrehozott lakótelepekkel volt lehetséges. A Patkó-telep a szociális lakásépítés első példája, megtervezése hatalmas kihívást jelentett a várostervezőknek és építészeknek.

## A Patkó-telep létrejötte

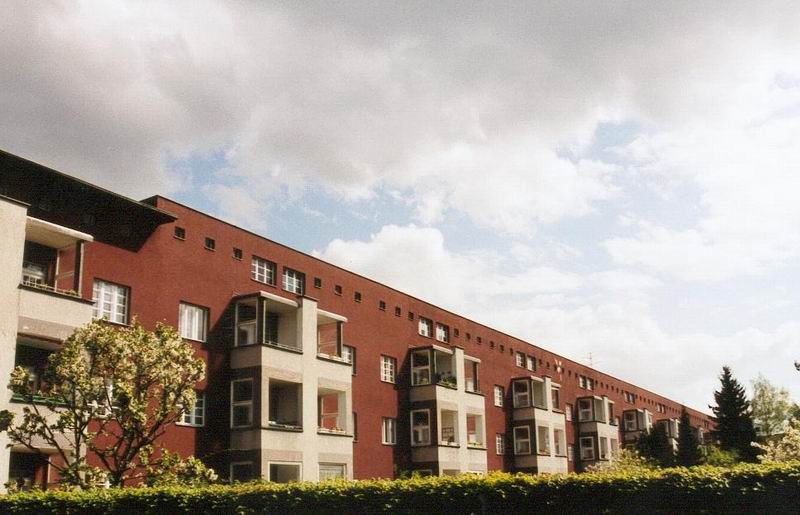
A Patkó-telep „piros fele” (a hátsó nézet)

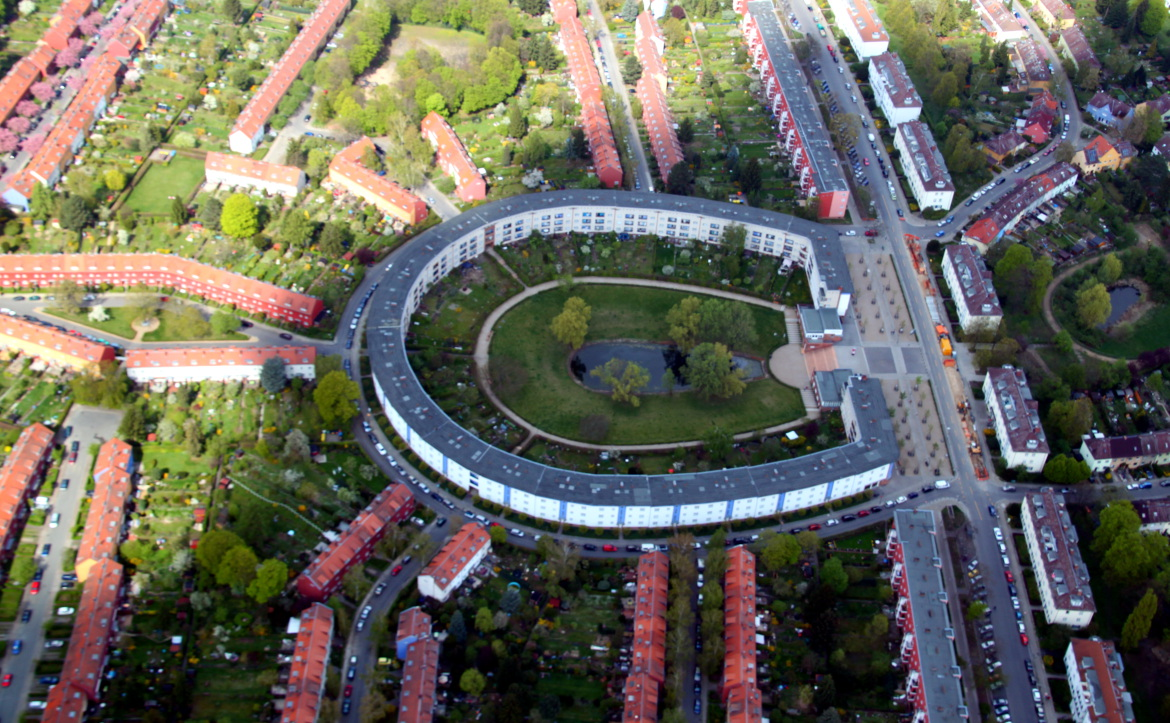
Légifotó

A berlini Neukölln kerülettől délre eső területen, amely egykor lovagi birtok volt, egy több, mint 1000 lakásból álló telepet szándékoztak létesíteni.
Az új telep terveinek megalkotásáért Martin Wagner városépítési tanácsnok és Bruno Taut a közhasznú építési társaság (GEHAG) építésze és várostervezője vállalták a felelősséget, együtt alakítva ki a Patkó-telep városképi koncepcióját. Mivel mindketten a Neues Bauen stílus követői voltak, egyetértettek az építkezésen történő ipari munkamódszerek alkalmazásában. Így nagyüzemben gyártott tipizált lakásokat és épületeket állítottak elő. Martin Wagner a telep megépítését lehetőségnek tekintette, hogy általa tanulmányozhassa az építést, mint gazdasági ágazatot.
Taut a Falkenberg Kertváros tervezésekor szerzett tapasztalataira hagyatkozott, így a városrész zsúfoltsága és szerepe ellenére nagyon fontosnak tartotta a zöldterület és a tágas hely értékét. A tágas terek megtervezésével Leberecht Migge lett megbízva, a kivitelezéshez azonban a neuköllni kertvárosi tanácsos, Ottokar Wagler elképzeléseit használták. A főépület egy sekély tavacskát ölel körül, sőt a telepen a házak több udvarszerű teret vesznek körül, így a lakótelep egy falusi főtérhez válik hasonlóvá. A telepet az teszi élővé, hogy az épületek jól illeszkednek a környezetbe, ahová épp beillik a telep patkóformája.

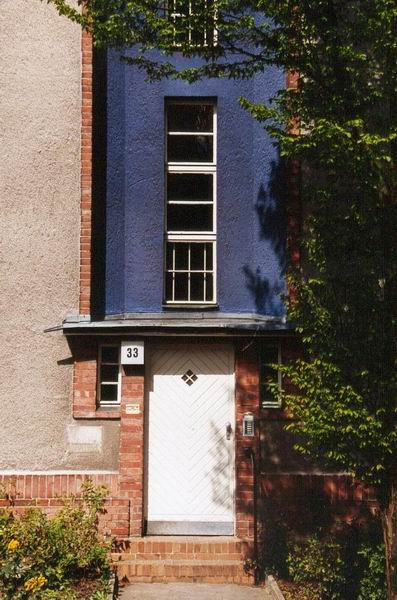
A Patkó-telep tarka homlokzatai

1925 és 1933 között hét szakaszban épült 1072 lakás a Neues Bauen szellemében. Csupán négyféle alaprajztípust használtak. 472 lakás található az egymásra rendezett családi házakban, 600 pedig a háromemeletes bérházakban. A középső patkón kívül az összes épület egy cél szerint sorakozik, minden házhoz tartozik egy udvar.
Néhány egyszerű, de hatásos eszköz segítségével alakította ki Taut a funkcionális, és ezért átlátható építészeti formát. Ilyen eszközök az osztóléces ablakok, zsaluzattal védett faburkolatok az épületek sarkain, az izgalmas ellentét a sima és durva vakolatfelületek között, a legjellegzetesebb mégis a színhasználat. Taut a telep külső képét az osztott és színes homlokzatokkal tette egyedivé. A Fritz-Reuter fasor hosszú frontja a „berlini vörös” színt kapta, ezért az emberek csak „piros front“ néven emlegetik. A homlokzatokat a kiugró lépcsőházak törik meg és tagolják. A patkó bejáratát élénkkék szín hangsúlyozza. A színösszeállítás abban az időben számos kritikát kapott, azóta azonban a lakótelep szeretnivaló egyedi jellegét adja a számtalan jellegtelen lakótömb között.
A Patkó-telep irányadó volt az 1920-as és 1930-as évek lakótelepeinek építésekor, és lakói ma is szeretik a viszonylag kicsi, 49 m² körüli lakásméretek ellenére is. 2000-ig a lakótelep teljesen a GEHAG tulajdonát képezte, a társaság azóta eladásra kínálja a lakásokat. Az itt lakók egy része egyesületet alapított azzal a céllal, hogy átvegyék a Patkó-telepet a GEHAG-tól.
Az 1990-es években felújították a lakótelepet, és műemlékvédelem alá került. 2008 júliusában öt másik teleppel együtt az UNESCO világörökségi listájára került.

## Fordítás
- Ez a szócikk részben vagy egészben  a   Hufeisensiedlung című német Wikipédia-szócikk ezen változatának fordításán alapul.  Az eredeti cikk szerkesztőit annak laptörténete sorolja fel. Ez a jelzés csupán a megfogalmazás eredetét és a szerzői jogokat jelzi, nem szolgál a cikkben szereplő információk forrásmegjelöléseként.

## Külső hivatkozások
- Großsiedlung Britz - Hufeisensiedlung (németül)
- A Patkó-telep Neubritz honlapján